# Calgary-Collines-du-nord
Circonscription électorale provinciale du Canada
Calgary-Collines-du-nord (en anglais Calgary-Northern Hills) est une ancienne circonscription électorale provinciale de l'Alberta (Canada), située dans le nord de Calgary. Son député actuel est le néo-démocrate Jamie Kleinsteuber.

## Liste des députés
| Années | Années      | Député             | Parti politique           |
| ------ | ----------- | ------------------ | ------------------------- |
|        | 2012 - 2015 | Theresa Woo-Paw    | Progressiste-conservateur |
|        | 2015 - 2019 | Jamie Kleinsteuber | Néo-démocrate             |